# Capraria mexicana
Capraria mexicana là một loài thực vật có hoa trong họ Huyền sâm. Loài này được Moric. ex Benth. mô tả khoa học đầu tiên năm 1846.